# Dějiny forem
Dějiny forem (něm. Formgeschichte) je metoda literární kritiky biblických textů, která se snaží určit jejich literární druhy, původní určení a účel či "zasazení do života" (něm. Sitz im Leben). Rozlišuje například liturgické texty, básně a písně k různým příležitostem, vyprávění, dokumenty, dopisy, povzbuzení a napomenutí, podobenství, pořekadla a přísloví a podobně. Užívá se hlavně k rozboru textů, které vznikaly postupně a předávaly se ústním podáním, jako je například kniha Genesis nebo evangelia.

## Popis
Biblické knihy mají různý charakter a i uvnitř jednotlivých knih lze rozlišit úseky různé povahy, s jazykovými i formálními rozdíly. Některé jsou více homogenní, a tedy patrně dílo jediného autora (například některé knihy prorocké), kdežto jiné (například Kniha žalmů) vznikly patrně postupným sestavováním ústně předávaných úseků. Biblická kritika 19. století vytvořila hypotézu, že vznikaly z několika psaných pramenů. Tak německý teolog Julius Wellhausen vytvořil pro Pentateuch hypotézu čtyř pramenů, pro evangelia se předpokládaly dva hlavní prameny.
Postupně se však ukázalo, že vznik těchto textů byl patrně složitější a že vznikaly spíš z ústního podání. Různé zákonitosti ústní tradice mezitím už zkoumali etnologové a badatelé o lidové slovesnosti. Hermann Gunkel začal v některých knihách Starého zákona hledat menší úseky a zkoumat jejich povahu a případně i původ. Na Nový zákon (hlavně na evangelia) metodu uplatnil Martin Dibelius a rozvinul ji zejména Rudolf Bultmann. Radikální uplatnění dějin forem však zanedbalo podíl redaktorů, kteří tyto úseky spojovali do větších celků, a na dějiny forem proto navázala metoda dějin redakcí.

## Hodnocení
Některá extrémní tvrzení těchto autorů vzbudila nedůvěru konzervativních křesťanských církví, které ji zprvu odmítly. Později se však ukázalo, že metoda přináší důležité podněty po pochopení biblických textů, takže například papež Pius XII. ji roku 1942 katolickým biblistům výslovně doporučil.